# Aiyanna Stiverne
Aiyanna-Brigitte Stiverne, née le 20 février 1995 à Miami, est une athlète canadienne.

## Carrière
Aux Championnats d'Amérique du Nord, d'Amérique centrale et des Caraïbes d'athlétisme 2018 à Toronto, elle remporte la médaille d'argent du 400 mètres et la médaille de bronze du relais 4 × 400 mètres.
Elle est médaillée d'argent du relais 4 × 400 mètres aux Jeux panaméricains de 2019 à Lima.

## Famille
Aiyanna Stiverne est la cousine du boxeur Bermane Stiverne.